# Дом на киното (София)
 За киносалона със същото име в Пловдив вижте Дом на киното (Пловдив).  
Домът на киното е филмов център в София.
Собственост е на Съюза на българските филмови дейци. След 1989 г. киносалонът отваря вратите си за широката публика. През 1992 – 1999 г. директор е Стефан Китанов, а от 2003 г. се управлява от продуцентска къща „Арт Фест“, с управител Стефан Китанов. Киното е част от мрежата на Europe Cinemas и един от основните киносалони за провеждане на международни кинофестивали в София – „София Филм Фест“, „Киномания“, Sofia Biting Docs, MENAR. В него се организират седмици на чужди кинематографии, семинари, фестивали, предлагат се образователни и развлекателни тематични програми, изложби, презентации. Домът на киното е домакин на „Нощта на литературата“, „Вечер на македонската култура“, „Сирийска културна вечер“, „Creative Mornings“.
Намира се на улица „Екзарх Йосиф“ № 37 в София.